# 자오솨이
자오솨이(중국어 간체자: 赵帅, 정체자: 趙帥, 병음: Zhào Shuài, 한자음: 조수, 1995년 8월 15일~)는 중화인민공화국의 태권도 선수이다. 2016년 하계 올림픽에 참가하여 58kg급에서 금메달을 획득하였다.

## 주요 성적
리우올림픽 남자 58kg급 태권도 경기에서 중국의 자오솨이(趙帥) 선수가 금메달을 목에 걸며 지금까지 남자 태권도 부문에서 금메달이 없었던 중국에 처음으로 금메달을 안겼다.
일본 도쿄 마쿠하리 메세 홀A에서 열린 ‘2020 도쿄올림픽’ 태권도 남자 68㎏급 동메달 결정전에서 한국의 이대훈선수와 접전 끝에 15-17로 승리했다.

## 세계 겨루기 랭킹
남자 68kg이하급 2023년 8월 기준으로 세계 겨루기 랭킹 67위이다

## 경력사항
2021
제32회 도쿄 올림픽 중국 남자 태권도 국가대표
2016
제31회리우데자네이루 올림픽 중국 남자 태권도 국가대표

## 프로필
다른이름
赵帅, Zhao Shuai
출생
1995. 8. 15. 중국, 사자자리, 돼지띠
나이
28세
신체
188cm, 63kg

## 공부
시난대학교 박사생으로 현재 학업을 이어나가고 있다.
자오솨이선수의 석사,박사 지도 교수님인 궈리야는 바쁜 훈련 기간 중에도 자오솨이 선수가 연구를 게을리 하지 않으며 최근 태권도 대회에서 활용되는 기술 및 기교를 분석하는 학술 논문을 완성했다고 밝혔다. 시난대학교는 글로벌대학순위에서는 세계 156위, 아시아 대학 중 156위, 중국 대학 가운데 72위를 기록했다.